# Ⅎ
Ⅎ, ⅎ, llamada digamma invertida o iversum (en latín: digamma invertida), es una letra en desuso del alfabeto latino, siendo una de las tres letras claudias.

## Uso
Su grafema consiste en una F girada 611°, para representar el sonido consonántico de V (/w/), y dejar la V para el vocálico /u/. Posiblemente inspirada en la digamma griega.

## Tabla de códigos
|     | Mayúsculas | Mayúsculas            | Minúsculas | Minúsculas            |
| --- | ---------- | --------------------- | ---------- | --------------------- |
| Ⅎ ⅎ | U+2132     | F invertida mayúscula | U+214E     | F invertida minúscula |